# Edward Kleszczyński
Edward Kleszczyński (również Edward Puttkamer-Kleszczyński), ps. Dzik, Miechowita (ur. 6 września 1892 w Skrzeszowicach, zm. 20 stycznia 1984 w Nowym Jorku) – polski działacz niepodległościowy i społeczny, ziemianin, oficer Wojska Polskiego, Armii Krajowej i Polskich Sił Zbrojnych, polityk, poseł na Sejm i senator w II RP, członek Rady Związku Powiatów Rzeczypospolitej Polskiej w 1933 roku, członek władz Rady Okręgowej Obozu Zjednoczenia Narodowego w Krakowie w 1937 roku.

## Życiorys
Urodził się w rodzinie Bogusława i Heleny z Czarnomskich. Był prawnukiem Franciszka Czarnomskiego, generała wojsk polskich, dowódcy Szkoły Podchorążych Jazdy w Warszawie i siostrzeńcem Franciszka Czarnomskiego, gleboznawcy, profesora Uniwersytetu Jagiellońskiego.
Ukończył Wyższą Szkołę Realną w Krakowie, zdając maturę w 1909 roku, Wyższą Szkołę Rolniczą (w 1914 roku) i Akademię Handlową w Wiedniu. W wojsku przeszedł szkołę podoficerską i dwutygodniowy kurs dla instruktorów szkół przyfrontowych.
W czasie studiów w Wiedniu był prezesem „Ogniska”, stowarzyszenia akademickiego „Koło Rolniczo-Leśne” i Polskich Drużyn Strzeleckich (1912–1914). Podczas I wojny światowej służył w 1 pułku ułanów Legionów Polskich: 3 sierpnia 1914 roku wstąpił do 1 patrolu konnego Władysława Beliny-Prażmowskiego, w pułku służył od 16 sierpnia 1914 roku, 1 listopada 1916 roku awansując do stopnia podporucznika. Od 6 lutego do 1 kwietnia 1917 roku był wykładowcą służby wewnętrznej na kawaleryjskim kursie podoficerskim przy 1 pułku ułanów w Ostrołęce.
Latem tego roku, w czasie tzw. kryzysu przysięgowego odmówił złożenia przysięgi, więziony od października do listopada 1917 roku w Przemyślu. Od 1917 roku był członkiem Polskiej Organizacji Wojskowej. Od listopada 1918 roku był ochotnikiem w Wojsku Polskim, został ranny w czasie walk o Wilno w 1919 roku. W lipcu 1920 roku i od października 1920 roku do czerwca 1921 roku był dowódcą 11 pułku Ułanów Legionowych w stopniu rotmistrza.
Po przejściu do rezerwy w 1922 roku w stopniu majora kawalerii, osiadł w rodzinnym majątku w Radziemicach, gdzie mieszkał i który prowadził do wybuchu II wojny światowej.
Wkrótce został członkiem Rady Gminnej i Wydziału Powiatowego w Miechowie (w tym powiecie znajdują się Radziemice), był również wieloletnim prezesem Izby Rolniczej w Krakowie, prezesem Małopolskiego Towarzystwa Rolniczego, członkiem władz Centralnego TOKR, od 1935 roku – członkiem prezydium Związku Izb i Organizacji Rolniczych RP. Działał w Oddziale Miechowskim Związku Ziemian. Był zaangażowany w działalność spółdzielczą, był m.in. organizatorem spółdzielni mleczarskiej we wsi Radziemice.
Był bliskim współpracownikiem Walerego Sławka.
W 1928 roku został posłem na Sejm II kadencji (1928–1930) – mandat uzyskał z listy nr 1 (BBWR). W tej kadencji pracował w komisjach: administracji, reform rolnych, rolnej (zastępca przewodniczącego) i wojskowej. W 1928 roku został powtórnie posłem na Sejm, III kadencji (1930–1935) – mandat uzyskał z listy nr 1 (BBWR). W III kadencji pracował w komisjach: administracji, budżetowej, rolnej (kierownik grupy) i wojskowej (do marca 1931 roku).
W 1935 roku został senatorem IV kadencji (1935–1938) z województwa krakowskiego. W IV kadencji pracował w komisjach: budżetowej (1935–1936), gospodarczo-skarbowej, komunikacyjnej i rolnej (1937–1938).
W sierpniu 1939 roku zgłosił się ochotniczo do 11 Pułku Ułanów Legionowych, w którym został nadetatowym zastępcą dowódcy pułku, którym później dowodził pod koniec kampanii wrześniowej.
Znalazł się na krótko w niewoli niemieckiej, z której zbiegł, następnie działał w konspiracji. Od 1942 roku był współorganizatorem i członkiem sztabu Inspektoratu Armii Krajowej Miechów. W 1942 roku był więziony przez pół roku w więzieniu na Montelupich w Krakowie, następnie krótko w więzieniu kryminalnym w Warszawie, skąd został wykupiony. Od sierpnia 1944 roku był dowódcą Zmotoryzowanej Krakowskiej Brygady Kawalerii AK.
Po wojnie był poszukiwany przez UB, przedostał się do 1 Dywizji Pancernej generała Stanisława Maczka, w latach 1945–1946 służył jako oficer 1 Pułku Ułanów Krechowieckich, następnie – w latach 1947–1950 – w Polskim Korpusie Przysposobienia i Rozmieszczenia w Wielkiej Brytanii.
Po wyjeździe do Stanów Zjednoczonych w 1950 roku osiadł w Nowym Jorku. Był działaczem Ligi Niepodległości Polski i członkiem IV Rady Narodowej RP w latach 1951–1953. Aktywnie rozwijał Instytut Józefa Piłsudskiego w Ameryce, w którym był wiceprezesem (1952–1953), skarbnikiem (1968–1969) i sekretarzem zarządu (1974–1975). W 1953 roku przewodniczył zjazdowi założycielskiemu Stowarzyszenia Polskich Kombatantów w Stanach Zjednoczonych, a następnie przewodniczył jego Komisji Rewizyjnej oraz od 1957 roku – Sądu Koleżeńskiego.
Edward Kleszczyński był żonaty z Ireną Mieroszewską, stryjeczną siostrą Juliusza Mieroszewskiego, wcześniejszą żoną Kazimierza Szwarcenberg-Czernego, konsula RP w Niemczech.

## Ordery i odznaczenia
- Krzyż Srebrny Orderu Wojskowego Virtuti Militari nr 3784 (1922)[8]
- Krzyż Komandorski Orderu Odrodzenia Polski (1973)
- Krzyż Niepodległości (12 maja 1931)[9]
- Krzyż Oficerski Orderu Odrodzenia Polski (11 listopada 1937)[10]
- Krzyż Walecznych (dwukrotnie, po raz pierwszy w 1922)[11]
- Złoty Krzyż Zasługi (7 sierpnia 1939)[12]
- Odznaka Pamiątkowa Więźniów Ideowych[13][5]